# Studio One Presents Burning Spear
Studio One Presents Burning Spear è il primo album del cantante e chitarrista reggae giamaicano Burning Spear (Winston Rodney), pubblicato dalla Studio One Records nel 1973.

## Tracce
Lato A
1. Ethiopians Live It Out – 3:10 (Winston Rodney)
2. We Are Free – 2:07 (Winston Rodney)
3. Fire Down Below – 3:30 (Winston Rodney)
4. Creation – 2:35 (Winston Rodney)
5. Don't Mess with Jill – 2:20 (Winston Rodney)
6. Down by the Riverside – 2:59 (Winston Rodney)

Lato B
1. Door Peep Shall Not Enter – 4:39 (Winston Rodney)
2. Pick up the Pieces – 4:40 (Winston Rodney)
3. Get Ready – 2:42 (Winston Rodney)
4. Journey – 2:44 (Winston Rodney)
5. Them a Come – 3:14 (Winston Rodney)
6. He Prayed – 5:55 (Winston Rodney)

## Musicisti
- Winston Rodney - chitarra, voce, compositore, arrangiamenti
- Clement Dodd - produttore, arrangiamenti
- altri musicisti non accreditati